# Saatbettbereitung

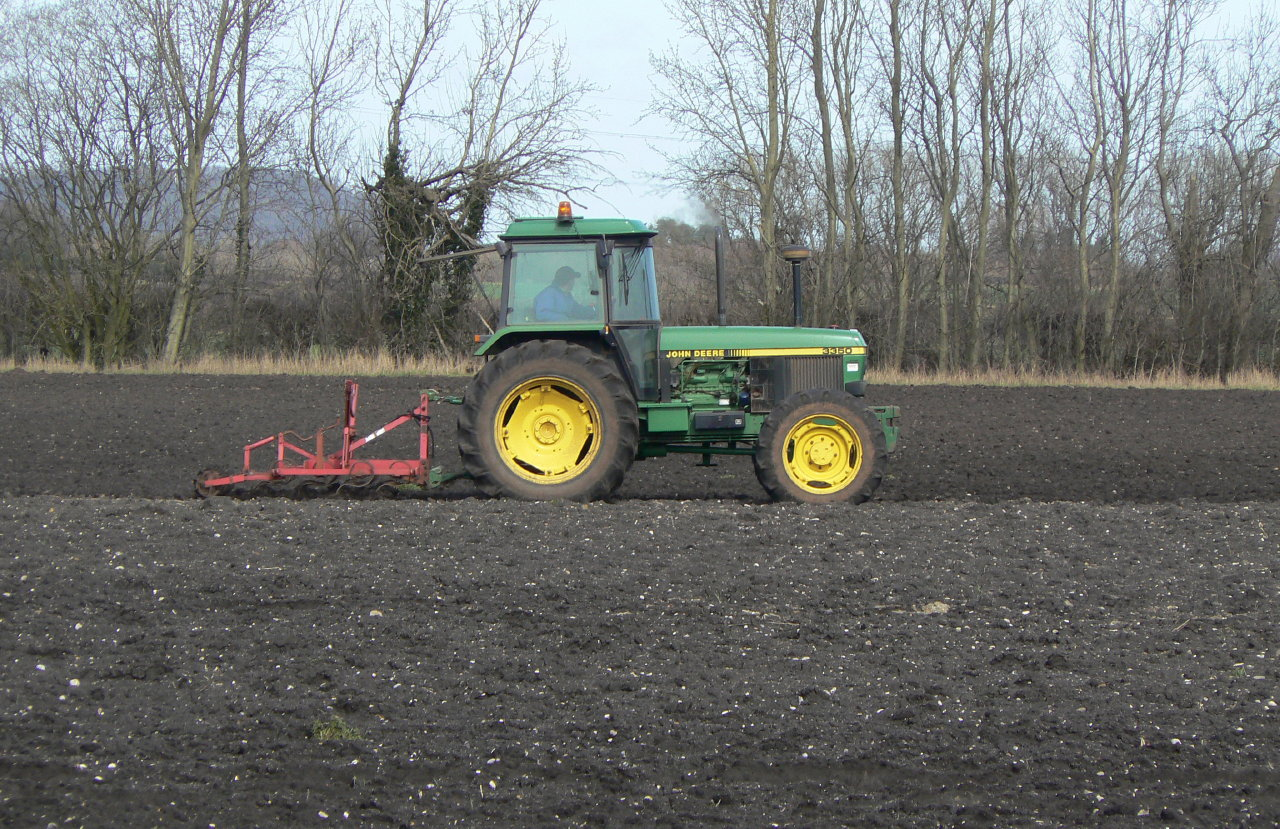
Saatbettbereitung mit Saatbettkombination

Die Saatbettbereitung, auch Sekundärbodenbearbeitung genannt, ist eine besondere Form der Bodenbearbeitung, die den Boden für die Aufnahme von Saat- oder Pflanzgut vorbereiten soll. In Gärtnereien, Landwirtschaft, Landschaftsbau und Wald ist die Vorgehensweise entsprechend der Geräteausstattung und den Anforderungen des Saatgutes sehr unterschiedlich. In jedem Fall ist das Saatbett von entscheidender Bedeutung für Keimung und Feldaufgang der Saat und des Jugendwachstums der Pflanzung, die als der empfindlichste Abschnitt der Pflanzenentwicklung (Ontogenese) angesehen wird.

## Beschreibung
Eine optimale Saatbettbereitung erfordert einen standortgerechten Geräteeinsatz, der entsprechend der Kultur, Bodenart und Region sehr unterschiedlich ist.
Bei der Geräteauswahl und Arbeitsfolge sind zu berücksichtigen:
- Bodenart (Hauptbodenarten und deren Zusammensetzung Sand, Ton, Schluff und Lehm)
- Bodenzustand, (Bodenstruktur, Humusgehalt, Nährstoffversorgung, evtl. Frostgare)
- Feldkapazität, Bodenkapillare und aktueller Feuchtigkeitszustand der Krume
- Geländeform (flach, eben, hängig, hügelig, steil – Erosionsgefahr)
- Jahreszeit Sonnenscheindauer, Temperatur (Hitze bzw. Frostgefahr)
- Wetter (Regenerwartung) bzw. Bewässerungs- und Beregnungsmöglichkeiten
- Bei Saat
  - Säverfahren (Breitsaat, Drillsaat, Einzelkornsaat, Direktsaat)
  - Ablagetiefe 0,5–8 cm (Tausendkornmasse, Lichtkeimer, Dunkelkeimer, Keimtemperatur)
- Bei Pflanzung (Pflanzvorgang)
  - Setzling (Ablagetiefe 3–15 cm entspr. der Wurzellänge, Turgeszenz-Erfordernisse des Pflanzgutes  beachten).
  - Stecklinge, Sträucher und  Bäume benötigen ein unterschiedliches Pflanzloch bzw. eine Pflanzgrube entsprechend ihrer Wurzelmasse.

Entsprechend der jeweiligen Geräteausstattung können die Arbeiten mit Einzelgeräten in mehreren Arbeitsgängen verrichtet, mit einer Saatbettkombination auf einmal erledigt oder beim Direktsaatverfahren sogar gemeinsam mit der Saat  erfolgen. Im Feldbau folgt der Pflugbearbeitung in der Regel die Bodenzerkleinerung, die Oberflächeneinebnung, sowie eine ausreichende Rückverfestigung der Krume. Neben Grubber, Walzen und verschiedene Arten von Eggen finden sich in den Kombinationsgeräten vor allem zapfwellengetriebene Geräte wie z. B. den Zinkenrotor. Im Direktsaatverfahren verursachen Erntereste (Stroh) und Unkrautbesatz besondere Überwachungs-Anforderungen an den Maschinenführer und den späteren Pflanzenschutz.